# (13700) Connors
(13700) Connors est un astéroïde de la ceinture principale.

## Description
(13700) Connors est un astéroïde de la ceinture principale. Il fut découvert le 26 juin 1998 à Kitt Peak par le projet Spacewatch. Il présente une orbite caractérisée par un demi-grand axe de 2,20 UA, une excentricité de 0,20 et une inclinaison de 6,1° par rapport à l'écliptique.

## Compléments